# Philippe Ducrest
 (février 2019).
Si vous disposez d'ouvrages ou d'articles de référence ou si vous connaissez des sites web de qualité traitant du thème abordé ici, merci de compléter l'article en donnant les références utiles à sa vérifiabilité et en les liant à la section « Notes et références ».
Philippe Ducrest est un réalisateur et scénariste français né le 31 mai 1927 au Caire (Égypte) et mort le 1er janvier 2004[Où ?].

## Biographie

### Jeunesse et débuts
Son père  était médecin au Caire, son oncle y dirigeait un journal pour lequel il sera journaliste. Cette activité le conduit à travailler sur des émissions radiophoniques avant de réaliser son premier film : un reportage muet, 16 mm couleur, sur l'Éthiopie.
En 1950, il gagne la France pour devenir l’assistant de Marcel Bluwal dans la télévision française naissante. Il collabore à la réalisation d'une série de 35 documentaires sur les petits métiers puis réalise, seul, Le Boucher et la Marieuse, mêlant le document et la fiction.
Sa carrière est lancée. Philippe Ducrest va lier les réalisations de films personnels que d'aucun considère comme des œuvres et les directs (concerts, pièces de théâtre, opéras).

### Le caméléon de la télévision
À partir de 1956, Ducrest réalise une dramatique par trimestre (courtes pièces spécialement conçues pour la télévision et jouées en direct ou dans les conditions du direct) et s'en fait le spécialiste. Jacques Chancel écrit dans Paris-Jour : «  Philippe Ducrest est bien le meilleur réalisateur de la télévision »[réf. nécessaire].
Il se spécialise dans les fictions policières inspirées par des romans de Ange Bastiani ou de Georges Arnaud dont il apprécie l’approche réaliste, le contact avec les problèmes de société. Pour lui, Georges Arnaud est le « Balzac du polar »[réf. nécessaire]. Il a d’ailleurs mis en images quatre de ses romans dont Euphorie II, qui présente une jeune cadre dynamique et cynique qui, soudain au chômage, doit vivre l’humiliation.
Il a co-signé la plupart des scénarios de ses téléfilms avec son épouse Évelyne Eyfel, créditée sous le pseudonyme de Véronique Castelnau, ainsi que la mini-série La Duchesse d'Avila (1973). Inspirée d’une création singulière du XVIIIe siècle écrite par le comte polonais Jan Potocki et bénéficiant d'une esthétique délirante, elle est considérée comme l’œuvre maîtresse de Ducrest.

« La Duchesse d'Avila fait partie de ces grandes folies qui soudain s’emparent de la télévision… elle nous donne d’autres yeux, elle transforme les téléspectateurs en télé-voyants. Beaucoup n’aimeront pas ça. Cela demande des efforts et une faculté que la télévision dans son cours ordinaire tend chaque jour davantage à atrophier : l’imagination. Comme un vieux muscle rouillé à force d’inactivité, notre pauvre imagination fait souffrir lorsqu’elle se remet en marche si brutalement. J’avoue avoir été rarement si fasciné, accroché à l’écran, dévorant chaque image avec à la fois autant de répulsion que d’intérêt »

— Jean Cotte, France-Soir, 1973.

## Filmographie

### Cinéma
- 1962 : La Croix et la Bannière

### Téléfilms
- 1953 : Chassez le naturel (court-métrage)
- 1956 : Première Nouvelle
- 1957 : La Bonne Mère
- 1957 : Les Monstres sacrés
- 1957 : L'Extravagant Capitaine Smith
- 1958 : Monsieur de Saint-Germain
- 1958 : Adélaïde[2]
- 1959 : Jean Le Maufranc
- 1959 : Les Frénétiques
- 1960 : La terre est ronde
- 1964 : Procès du diable
- 1965 : Le Vampire de Bougival (court-métrage)
- 1965 : Le Naïf amoureux
- 1966 : Plainte contre X
- 1966 : Une carabine pour deux
- 1967 : Par mesure de silence
- 1968 : Le Corso des tireurs
- 1970 : La Revanche
- 1970 : On recherche héritière
- 1972 : 4500 kilos d'or pur
- 1974 : L'Or et la Fleur
- 1974 : Le Faux
- 1975 : La Mer à boire
- 1976 : Le Voyage à l'étranger
- 1978 : Les Bijoux de Carina
- 1979 : Efficax
- 1979 : Euphorie II
- 1980 : Le Volcan de la rue Arbat
- 1980 : Je veux voir Mioussov (théâtre)
- 1981 : Chambre 17
- 1981 : Le Charlatan (théâtre)
- 1981 : Le Loup-garou (théâtre)
- 1982 : Dédé (théâtre)
- 1982 : Le Cercle fermé
- 1982 : Mettez du sel sur la queue de l'oiseau pour l'attraper
- 1983 : On ne le dira pas aux enfants
- 1985 : 13 à table (théâtre)
- 1985 : Le Don d'Adèle (théâtre)
- 1989 : Deux hommes dans une valise (théâtre)
- 1994 : De Serge Gainsbourg à Gainsbarre, de 1958-1991
- 1994 : Décibel (théâtre)
- 1995 : La Poule aux œufs d'or (théâtre)

### Séries télévisées
- 1956 : Cinépanorama (8 épisodes)
- 1958 : Télé-Paris (1 épisode)
- 1959 : Paris-Club (1 épisode)
- 1962-1964 : Discorama (13 épisodes entre le 23 décembre 1962 et le 20 septembre 1964)
- 1973 : La Duchesse d'Avila, mini-série en 4 épisodes